# Niphidium longifolium
Niphidium longifolium är en stensöteväxtart som först beskrevs av Antonio José Cavanilles, och fick sitt nu gällande namn av Conrad Vernon Morton och Lellinger. Niphidium longifolium ingår i släktet Niphidium och familjen Polypodiaceae. Inga underarter finns listade.